# Prométhée enchaîné (Cole)
Pour les articles homonymes, voir Prométhée enchaîné.
Prométhée enchaîné – en anglais Prometheus Bound – est un tableau réalisé par le peintre américain Thomas Cole en 1847. Cette huile sur toile de format horizontal est une peinture mythologique qui représente Prométhée enchaîné sur un pic rocheux, devant des crêtes enneigées, alors qu'un rapace s'approche pour lui dévorer le foie. Achetée en 1997, l'œuvre est conservée par les musées des Beaux-Arts de San Francisco au De Young Museum, à San Francisco, en Californie, aux États-Unis.